# وادیم کازاچنکو
وادیم کازاچنکو (روسی: Вади́м Генна́диевич Казаче́нко؛ زادهٔ ۱۳ ژوئیهٔ ۱۹۶۳) خواننده اهل اتحاد جماهیر شوروی سوسیالیستی است.
وی همچنین برندهٔ جوایزی همچون هنرمند شایسته فدراسیون روسیه شده‌است.